# La vie est une chienne
Pour plus de détails, voir Fiche technique et Distribution.
La vie est une chienne (Život je pes) est un film tchécoslovaque réalisé par Martin Frič, sorti en 1933. Une version allemande s'en inspira en 1934  (Der Doppelbräutigam (en), La Double fiancée) avec Fritz Kampers et Lien Deyers, puis une version française en 1936 : Le Mari rêvé de Roger Capellani avec Pierre Brasseur et Arletty. Dans les deux cas, Martin Frič reste crédité.

## Synopsis
Recherchant vainement du travail, le jeune Viktor Honzl voulut se suicider, mais un technicien coupa un peu avant et opportunément le gaz à cause de factures impayées. Ensuite, déguisé en directeur musical, il obtint du travail chez un éditeur de musique, et pour pouvoir séduire Eva, la fille de l'éditeur, il recommander à l'embauche son neveu, Viktor...

## Fiche technique
- Titre : La vie est une chienne
- Titre original : Život je pes
- Réalisation : Martin Frič
- Scénario : Martin Frič,
- Directeur de la photographie : Václav Vích
- Musique : Pavel Haas
- Production : Moldavia Film
- Pays :  Tchécoslovaquie
- Genre : Comédie
- Durée : 84 minutes
- Dates de sortie : 
  -  Tchécoslovaquie : 1er décembre 1933

## Distribution
- Hugo Haas
- Theodor Pištěk
- Adina Mandlová
- Světla Svozilová (cs)
- Ferdinand Hart
- Alois Dvorský (cs)
- Jára Kohout (cs)
- František Jerhot
- Karel Ceský
- Gustav Čech
- Josef Bunzl
- Hermína Fordová
- Jan Hodr
- Marie Hodrová
- Bela Horská
- Jiří Hron (cs)
- Ada Karlovský
- Josef Kotalík
- Antonín Kubový
- Bohdan Lachman
- Frantisek Malý]
- Václav Menger
- Viktor Nejedlý
- Béda Prazský
- Přemysl Pražský
- Vekoslav Satoria
- Jarmila Smídová
- Antonín Šolc
- Josef Waltner (cs)

## Divers
- De facto, c'était un des premiers films tchécoslovaques avec placement de produit : dans le film, la maison d'édition musicale Durdys a le logo Ultraphon (nl) à de nombreux endroits dans son magasin, qui était une société d'édition néerlandaise qui a ensuite laissé ses droits et son nom à la succursale tchèque. À l'époque, elle n'avait plus de concurrence sérieuse et sa place sur le marché était un monopole.
- Adina Mandlová conduit une Tatra 80, qui ne fut construite qu'à 25 exemplaires
- Adina Mandlová n'ayant alors quasiment aucune expérience d'actrice, Hugo Haas l'emmenait au théâtre tous les jours, et ils allaient former un couple pendant plusieurs années.
- Un homme (Jára Kohout), achetant un disque, cherche la chanson Nížina. C'est une ouverture symphonique de l'opéra Tiefland op. 34 du compositeur allemand Eugen d'Albert. 11 ans avant ce film, le film Tiefland[1], une adaptation de l'opéra du même nom, avait été créée. Quant à Leni Riefenstahl, c'est en 1934, soit l'année suivant la sortie de ce film, qu'elle commença à travailler sur son Tiefland, qui ne sortit qu'en 1954 et qui lui valut des procès jusque dans les années 1980  pour avoir recruté des figurants dans les camps[2].